# Ancistria reitteri
Ancistria reitteri là một loài bọ cánh cứng trong họ Passandridae. Loài này được Lewis miêu tả khoa học năm 1893.